# Know-Nothing Party

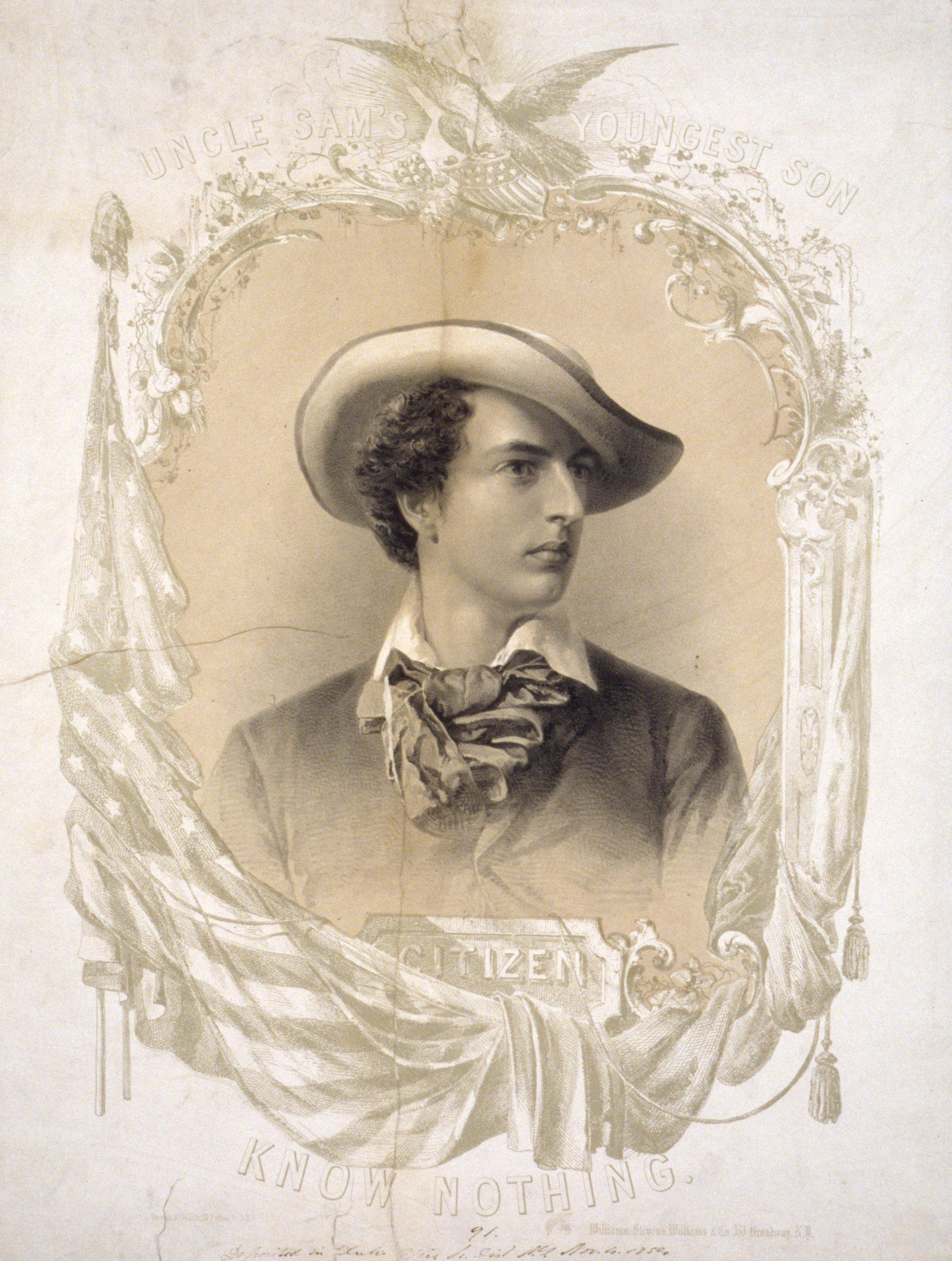
“Uncle Sam’s youngest son, Citizen Know Nothing”

Know-Nothing-Party (Knownothings; zu Deutsch Nichtswisser), eigentlich American Party, war der populäre Name einer nativistischen politischen Partei in den Vereinigten Staaten, die Mitte des 19. Jahrhunderts vor allem im Vorfeld des Bürgerkrieges auftrat. Die Partei sprach sich gegen die weitere Einwanderung aus nicht-protestantischen Ländern aus, insbesondere gegen Katholiken, die aus Irland und aus Deutschland in die USA kamen.

## Geschichte
Ende der 1840er Jahre entstanden verschiedene nativistische, antikatholische Geheimgesellschaften, aus denen später die Know-Nothing-Partei hervorging. 1849 gründete der New Yorker Rechtsanwalt Charles Allen den Order of the Star Spangled Banner. Hier hatten nur protestantische Männer englischer Herkunft Zugang. Ein weiterer Vorläufer war der Order of the United Americans. 1854 gründeten Anhänger dieser Organisationen aus dreizehn Bundesstaaten die American Party. Ihr Gründer war Edward Zane Judson (1820–1886), besser bekannt als Ned Buntline. Der Name der Partei stammte daher, dass ihre Mitglieder den Eid schworen, in der Öffentlichkeit nicht viele Geheimnisse über die Partei preiszugeben (Englisch: to know nothing); sollten sie zu der Partei von Externen gefragt werden, sollten sie antworten: „Ich weiß von nichts.“ Außerdem forderten sie, den Protestantismus als dominante Religion zu bewahren und Handel und Konsum alkoholischer Getränke stärker zu kontrollieren.
Der Hauptzweck der Partei war die Bekämpfung des Einflusses der Einwanderer und der katholischen Kirche. Es kam wiederholt zu gewaltsamen Übergriffen von Mitgliedern der American Party gegen Katholiken, vor allem gegen Iren, aber auch gegen katholische Deutsche. Nach der Großen Hungersnot in Irland und der gescheiterten Revolution von 1848 in Deutschland strömten aus diesen Ländern Hunderttausende – die sogenannten „Forty-Eighters“ – in die USA, in deren Städten die eingesessene Bevölkerung dadurch teils in die Minderheit geriet. Dies führte zu Ängsten und Spannungen.

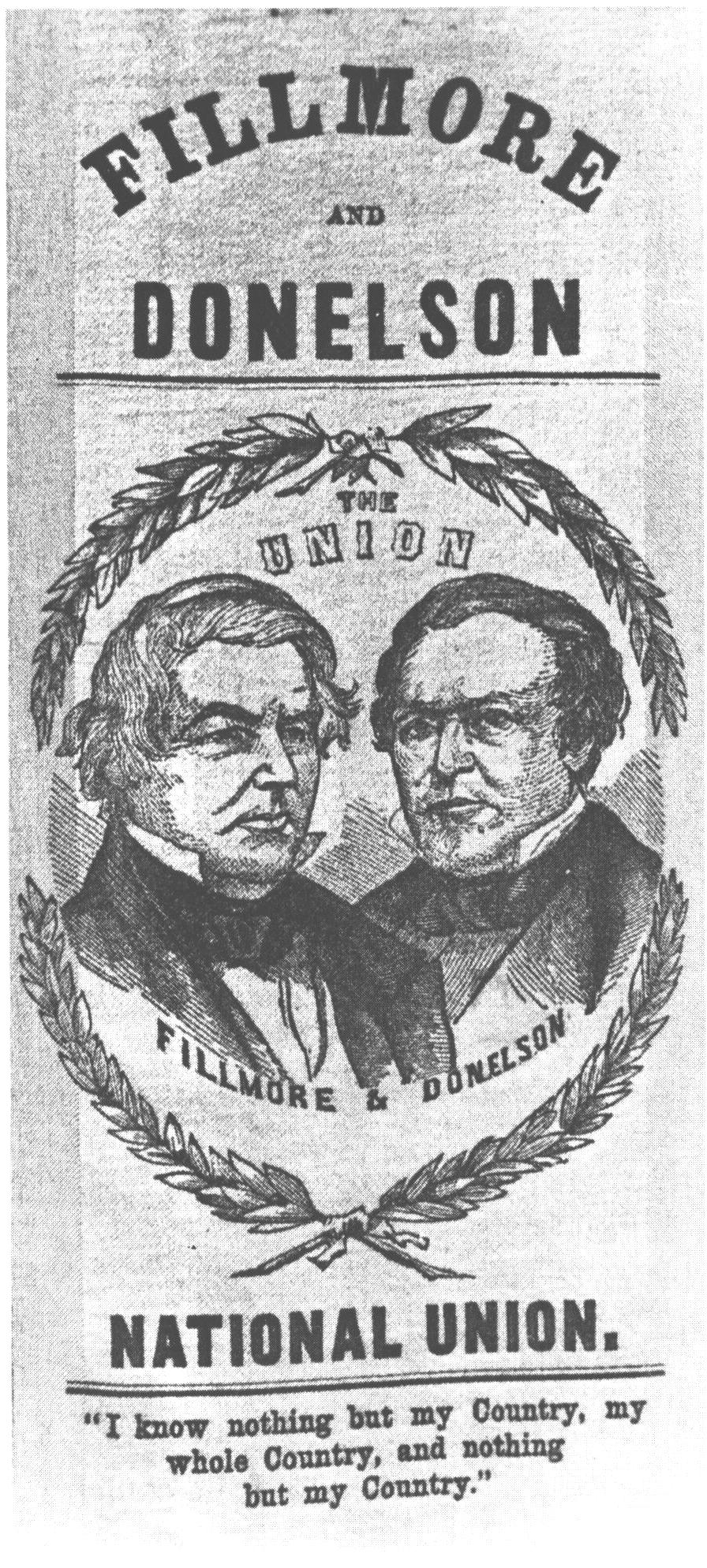
Wahlkampfposter von 1856 mit den Kandidaten Millard Fillmore (links) und Andrew Jackson Donelson

Die bereits 1842 gegründete Zeitschrift The Native American formierte die Bewegung der Nativisten. Die Gesellschaft, 1854 organisiert, ging aus der 1835 gegründeten Native American Association hervor und schien anfangs, mit den Demokraten stimmend, eine bedeutende politische Rolle zu spielen. In diversen Bundesstaaten wurden Know-nothings in den Kongress gewählt, darunter der spätere US-Senator Joshua Hill aus Georgia sowie Nathaniel Prentiss Banks, später Sprecher des Repräsentantenhauses, Gouverneur von Massachusetts und im Bürgerkrieg ein General der Union.
Die Know-nothings behaupteten, die katholische Einwanderung sei Teil einer Verschwörung des Papstes, um die Werte der Vereinigten Staaten zu unterminieren und ihre Institutionen zu unterwandern. Wegen ihrer Gehorsamsverpflichtung dem Papst gegenüber seien Katholiken grundsätzlich nicht geeignet, an einem demokratischen Staatswesen teilzuhaben. Sie behaupteten, eine Armee des Papstes solle in Amerika an Land gehen und in Cincinnati solle ein neuer Vatikan gegründet werden. Solche und ähnliche Verschwörungstheorien wurden unter anderem von dem Erfinder Samuel F. B. Morse oder dem presbyterianischen Geistlichen Lyman Beecher verbreitet. Gewalttätige Mengen griffen wiederholt katholische Kirchen in den Neuenglandstaaten an, die von der Einwanderungswelle besonders betroffen waren. Die Partei trat dafür ein, Einwanderer und Katholiken nicht zu politischen Ämtern zuzulassen, die nötige Wohndauer vor einer möglichen Einbürgerung von fünf auf 25 Jahre zu erhöhen, das Wahlrecht vom Bestehen eines englischen Sprachtests abhängig zu machen und die Abgabe von Spirituosen zu beschränken.
Als ihr eigens aufgestellter Präsidentschaftskandidat Millard Fillmore, zuvor schon als Whig von 1850 bis 1853 US-Präsident, die Wahl von 1856 verlor – er und sein Vizepräsidentschaftskandidat Andrew Jackson Donelson erhielten lediglich 21,5 % der Wählerstimmen und nur acht Wahlmännerstimmen aus Maryland – und die neu gebildete Republikanische Partei als Partei der arrivierten weißen Protestanten einige Forderungen der Nativisten übernahm, spalteten sich die Know-nothings und verloren infolge des Bürgerkrieges schließlich alle Bedeutung. Die Partei hatte bei den Wahlen zum Repräsentantenhaus 1856 15,2 % der abgegebenen Stimmen erhalten.
Die meisten Nichtswisser unterstützten 1860 den Wahlkampf Abraham Lincolns und gingen eine Quasi-Koalition mit seiner Republikanischen Partei ein. Einige Parteimitglieder schlossen sich auch der kurzlebigen Constitutional Union Party an, deren Präsidentschaftskandidat John Bell gegen Lincoln aber ohne Chance war. Im Bürgerkrieg verloren die anti-irischen und anti-katholischen Parolen an Wirkung.

## Kulturelle Rezeption
Im Bestseller Der Schamane von Noah Gordon bildet das Thema American Party und Supreme Order of the Star-Spangled Banner, eine angebliche Geheimorganisation der AP, einen zentralen Handlungsstrang.

## Bezeichnung American Party
In der Geschichte der Vereinigten Staaten wurde die Bezeichnung American Party für eine Reihe weiterer Parteien verwendet:
- Die Toleration Party (auch American Party genannt) existierte in den 1810ern und 1820ern in Connecticut. Sie stand in Opposition zur Federalist Party und setzte die Trennung von Staat und Kirche in Connecticut durch.
- Eine American Party in Utah war eine Anti-Mormonen-Partei, die in Utah zwischen 1905 und 1911 existierte.
- 1914 wurde eine American Party vom Ex-Gouverneur von New York William Sulzer gegründet. Sie sollte ihm dazu dienen, als Gouverneur von New York wiedergewählt zu werden – jedoch erfolglos.
- Eine American Party wurde 1920 in Texas gegründet und diente als Ein-Mann-Vehikel für die Kandidatur von James E. „Pa“ Ferguson in den Präsidentschaftswahlen in den Vereinigten Staaten 1920.
- Eine American Party wurde 1924 gegründet. Für sie traten Gilbert Nations als Präsidentschaftskandidat mit dem ehemaligen Kongressabgeordneten Charles H. Randall als Vize-Präsidentschaftskandidaten für die Wahl 1924 an. Der Ku-Klux-Klan soll die beiden unterstützt haben. Beide erreichten 23.867 Stimmen.
- Eine American Party wurde in Nebraska gegründet und diente als Vehikel für die Kandidatur Mary Kennerys für das Amt des US-Präsidenten 1952.
- 1952 wurde eine American Party gegründet, um die Kandidatur Herman W. Kolpacks  für das Amt des US-Präsidenten 1952 zu unterstützen.
- 1969 wurde eine American Party als Abspaltung der American Independent Party gegründet.